# Малая Нехвороща
Ма́лая Нехворо́ща (укр. Мала Нехвороща) — село,
Малонехворощанский сельский совет,
Машевский район,
Полтавская область,
Украина.
Код КОАТУУ — 5323083001. Население по переписи 2001 года составляло 538 человек.
Является административным центром Малонехворощанского сельского совета, в который, кроме того, входит село
Свистуновка.

## Географическое положение
Село Малая Нехвороща находится на берегах реки Нехворощанка,
выше по течению примыкает село Свистуновка,
ниже по течению на расстоянии в 1 км расположено село Нехвороща (Новосанжарский район).
На реке несколько запруд.

## Экономика
- ООО "Компания ФАРМКО"     ВИДЫ ДЕЯТЕЛЬНОСТИ, ТОВАРЫ И УСЛУГИ: Зерновые, кукуруза  Подсолнечник

## Объекты социальной сферы
- Школа.